# آکاسیای جورجینا
آکاسیا جورجینا (نام علمی: Acacia georginae) نام یک گونه از سرده آکاسیا است.